# IFK Norrköping
IFK Norrköping – szwedzki klub piłkarski mający siedzibę w mieście Norrköping, grający obecnie w Allsvenskan.

## Historia
Klub został założony 29 maja 1897 roku. Największe sukcesy odnosił w latach 40. XX wieku, gdy trenerem zespołu był Węgier Lajos Czeizler (1942–1948).

## Sukcesy
- Allsvenskan
  - mistrzostwo (13): 1942/1943, 1944/1945, 1945/1946, 1946/1947, 1947/1948, 1951/1952, 1955/1956, 1956/1957, 1960, 1962, 1963, 1989, 2015
  - wicemistrzostwo (9): 1952/1953, 1957/1958, 1959, 1961, 1966, 1987, 1989, 1990, 1993
- Superettan
  - mistrzostwo (1): 2007
  - wicemistrzostwo (1): 2010
- Superpuchar Szwecji
  - zwycięstwo (6): 1943, 1945, 1969, 1988, 1991, 1994
  - finał (5): 1944, 1953, 1967, 1972, 2017
- Puchar Szwecji
  - zwycięstwo (1): 2015

## Europejskie puchary
Legenda do wszystkich tabel:
- Q – runda eliminacyjna, 1/16, 1/8, 1/4, 1/2 – odpowiednia faza rozgrywek, Grupa – runda grupowa, 1r gr – pierwsza runda grupowa, 2r gr – druga runda grupowa, F – finał, R – runda, PO – play-off
- k. – rzuty karne, los. – losowanie, Dogr. – dogrywka, w. – zasada bramek strzelonych na wyjeździe

| Sezon   | Rozgrywki                 | Runda   | Przeciwnik             | Dom | Wyjazd | Ogólnie     |
| ------- | ------------------------- | ------- | ---------------------- | --- | ------ | ----------- |
| 1956/57 | Puchar Europy             | 1R      | ACF Fiorentina         | 0–1 | 1–1    | 1–2         |
| 1957/58 | Puchar Europy             | 1R      | FK Crvena zvezda       | 2–2 | 1–2    | 3–4         |
| 1962/63 | Puchar Europy             | Q       | Partizani Tirana       | 2–0 | 1–1    | 3–1         |
| 1962/63 | Puchar Europy             | 1R      | SL Benfica             | 1–1 | 1–5    | 2–6         |
| 1963/64 | Puchar Europy             | Q       | Standard Liège         | 2–0 | 0–1    | 2–1         |
| 1963/64 | Puchar Europy             | 1R      | A.C. Milan             | 1–1 | 2–5    | 3–6         |
| 1968/69 | Puchar Zdobywców Pucharów | 1R      | Crusaders              | 4–1 | 2–2    | 6–3         |
| 1968/69 | Puchar Zdobywców Pucharów | 2R      | Lyn Oslo               | 3–2 | 0–2    | 3–4         |
| 1969/70 | Puchar Zdobywców Pucharów | 1R      | Sliema Wanderers       | 5–1 | 0–1    | 5–2         |
| 1969/70 | Puchar Zdobywców Pucharów | 2R      | FC Schalke 04          | 0–0 | 0–1    | 0–1         |
| 1972/73 | Puchar UEFA               | 1R      | Flamura Roșie Arad     | 2–0 | 2–1    | 4–1         |
| 1972/73 | Puchar UEFA               | 2R      | Inter Mediolan         | 0–2 | 2–2    | 2–4         |
| 1978/79 | Puchar UEFA               | 1R      | Hibernian              | 0–0 | 2–3    | 2–3         |
| 1982/83 | Puchar UEFA               | 1R      | Southampton            | 0–0 | 2–2    | 2–2, w.     |
| 1982/83 | Puchar UEFA               | 2R      | AS Roma                | 1–0 | 0–1    | 1–1, k: 2–4 |
| 1988/89 | Puchar Zdobywców Pucharów | 1R      | UC Sampdoria           | 2–1 | 0–2    | 2–3         |
| 1990/91 | Puchar UEFA               | 1R      | 1. FC Köln             | 0–0 | 1–3    | 1–3         |
| 1991/92 | Puchar Zdobywców Pucharów | 1R      | Jeunesse Esch          | 4–0 | 2–1    | 6–1         |
| 1991/92 | Puchar Zdobywców Pucharów | 2R      | AS Monaco              | 1–2 | 0–1    | 1–3         |
| 1992/93 | Puchar UEFA               | 1R      | Torino FC              | 1–0 | 0–3    | 1–3         |
| 1993/94 | Puchar UEFA               | 1R      | KV Mechelen            | 0–1 | 1–1    | 1–2, Dogr.  |
| 1994/95 | Puchar Zdobywców Pucharów | Q       | Viktoria Žižkov        | 3–3 | 0–1    | 3–4         |
| 1995    | Puchar Intertoto          | Grupa 5 | HJK Helsinki           | 1–1 |        | 4. miejsce  |
| 1995    | Puchar Intertoto          | Grupa 5 | Girondins Bordeaux     |     | 2–6    | 4. miejsce  |
| 1995    | Puchar Intertoto          | Grupa 5 | Bohemians              | 5–0 |        | 4. miejsce  |
| 1995    | Puchar Intertoto          | Grupa 5 | Odense BK              |     | 2–3    | 4. miejsce  |
| 2000/01 | Puchar UEFA               | Q       | GÍ Gøta                | 2–1 | 2–0    | 4–1         |
| 2000/01 | Puchar UEFA               | 1R      | Slovan Liberec         | 2–2 | 1–2    | 3–4         |
| 2016/17 | Liga Mistrzów             | 2Q      | Rosenborg              | 3–2 | 1–3    | 4–5         |
| 2017/18 | Liga Europy               | 1Q      | FC Prishtina           | 5–0 | 1–0    | 6–0         |
| 2017/18 | Liga Europy               | 2Q      | FK Trakai              | 2–1 | 1–2    | 3–3, k: 3–5 |
| 2019/20 | Liga Europy               | 1Q      | St. Patrick’s Athletic | 2–1 | 2–0    | 4–1         |
| 2019/20 | Liga Europy               | 2Q      | FK Liepāja             | 2–0 | 1–0    | 3–0         |
| 2019/20 | Liga Europy               | 3Q      | Hapoel Beer Szewa      | 1–1 | 1–3    | 2–4         |

## Zawodnicy

### Skład na sezon 2024
Stan na 29 sierpnia 2024
| Nr | Poz. | Piłkarz                               |
| -- | ---- | ------------------------------------- |
| 3  | OB   | Marcus Baggesen                       |
| 4  | OB   | Amadeus Sögaard                       |
| 5  | NA   | Christoffer Nyman (kapitan)           |
| 6  | OB   | Isak Ssewankambo                      |
| 7  | PO   | Jacob Ortmark                         |
| 8  | NA   | Ísak Andri Sigurgeirsson              |
| 9  | PO   | Arnór Ingvi Traustason                |
| 10 | PO   | Vito Hammershøy-Mistrati              |
| 11 | PO   | Ismet Lushaku                         |
| 14 | OB   | Yahya Kalley                          |
| 15 | NA   | Carl Björk (wypożyczony z Brøndby IF) |
| 16 | OB   | Dino Salihovic                        |
| 17 | NA   | Laorent Shabani                       |

| Nr | Poz. | Piłkarz               |
| -- | ---- | --------------------- |
| 19 | OB   | Max Watson            |
| 21 | PO   | Jesper Ceesay         |
| 22 | NA   | Tim Prica             |
| 23 | NA   | David Moberg Karlsson |
| 24 | OB   | Anton Eriksson        |
| 26 | PO   | Kristoffer Khazeni    |
| 31 | NA   | Leo Jonsson           |
| 35 | PO   | Stephen Bolma         |
| 37 | OB   | Moutaz Neffati        |
| 38 | PO   | Ture Sandberg         |
| 40 | BR   | David Andersson       |
| 91 | BR   | David Mitov Nilsson   |